# Kassim Guzayou
Kassim Guzayou (Lomé, 7 gennaio 1982) è un ex calciatore togolese, di ruolo centrocampista.

## Carriera

### Club
Ha giocato nel campionato togolese, ungherese e iraniano.

### Nazionale
Ha collezionato 18 presenze con la maglia della Nazionale.